# Акт Дауеса
Акт Дауеса (або акт Довза) (англ. The Dawes Act of 1887) — закон США, прийнятий Конгресом США 1887 року, який постановив зареєструвати землі індіанських племен і розділити їх на індивідуальні ділянки. Індіанці, які погодяться проживати окремо від племені на зареєстрованій ділянці, могли набути громадянства США. Поправки до Закону Дауеса внесено 1891 року, 1898 року актом Кертіса і 1906 року актом Берка[джерело?].
Акт названо на честь його укладача сенатора Генрі Лоуренса Дауеса (Довза) з Массачусетсу. Основною метою закону було поліпшення умов життя корінних американців, їх асиміляція. У цьому випадку здійснення індивідуалізації господарств здавалося важливим кроком. Акт також дозволив державі займати землі, що залишилися після розподілу, і продавати їх не корінним американцям.

## Індіанська проблема
У 1850-х роках федеральний уряд США намагався розширити свій контроль над корінними американцями. Збільшувалася кількість європейських поселенців на східному кордоні місць поселення корінних американських племен і конфліктів між корінними жителями і переселенцями. Доступне рішення проблеми запропонував Вільям Меділл, голова з питань корінного населення: створити «колонії» або «резервації». Їх створювали б виключно для корінних жителів, на основі оригінальних поселень на сході. Уряд США пропонував перемістити поселення індіанців за річку Міссісіпі, що дозволило б припинити конфлікти і дозволити новим поселенцям отримати нові території.
Нова політика мала на меті зосередити індіанців у районах, поодаль від посягань поселенців, але це спричинило значні страждання та загибель багатьох людей. У XIX столітті індіанські племена чинили опір уведенню системи резервацій і вступали в так звані індіанські війни з армією США на Заході протягом десятиліть. Зрештою, після поразки у війнах з американськими військами та продовження хвилі посягань поселенців, племена домовились укласти угоду про переселення в резервації. Корінні американці опинилися на території загальною площею понад 155 млн акрів (630 000 км2) землі, від посушливих пустель до сільськогосподарських угідь.
Система резервацій, хоча й не ідеальний спосіб життя, якого б місцеві жителі бажали для себе, була єдиною, яка наділяла кожне плем'я значною свободою. Кожне плем'я мало права на нові землі племені, захист на своїй території і право на самоврядування, з правом сенат втручатися лише через проведення переговорів, вони, як і раніше, могли жити за традиціями окремих громад.
Традиційні племінні організації, а також визначальні характеристики корінних американців, як соціальної одиниці, стали очевидними для немісцевих громад Сполучених Штатів і породжували змішані емоції. Плем'я розглядалося як дуже згуртована група, на чолі зі спадково обираним вождем, який здійснював владу і користувався впливом серед членів племені завдяки традиціям поколінь.
Вважаючи індіанців сильним згуртованим суспільством, очолюваним владним вождем, яке виступає проти будь-яких змін, що послаблюють позиції племені, багато білих американців боялися індіанських племен і шукали негайного реформування. Їхню відмову від «євро-американського» способу життя, що був тоді соціальною нормою в Сполучених Штатах, білі поселенці вважали неприйнятною й нецивілізованою, і до кінця 1880-х років, у них сформувалася чітка загальна думка про звички індіанців.
Уряд, військові, чиновники, лідери Конгресу і християнські реформатори сформували переконання, що асиміляція корінних американців в білу американську культуру є головним пріоритетом, і настав час залишити свої племінні землеволодіння, резервації, традиції і, найголовніше, свою індіанську ідентичність. Все зводилося до того, щоб позбутися назавжди «індіанської проблеми», звільнити себе від бідних, нецивілізованих сусідів і замінити їх незалежною американізованою християнською сільськогосподарською громадою. 8 лютого 1887 року Закон Дауеса про виділення підписав президент Гровер Клівленд.
Закон Дауеса започаткував поділ поки вільних американських територій, і мав, на думку реформаторі, сприяти:
1. знищенню індіанських племен як соціальної одиниці,
2. заохоченню індивідуальної ініціативи,
3. просуванню фермерства серед корінних жителів,
4. зменшенню витрат на управління корінним населенням,
5. закріпленню частини резервацій, як індійських земель, і, основне,
6. переходу решти землі в руки білих поселенців задля отримання прибутку.

Закон зобов'язав і змусив індіанців піддатися їхній неминучій долі — пережити важкі випробування та стати «євро-американізованими», оскільки уряд виділив їм резервації без їхньої згоди. Корінні американці проповідували особливу ідеологію, для них земля, це єдине, що вони цінують і піклуються, бо земля дає їм усе, чим вони користуються і що підтримує їхнє життя. Земля — втілення їхнього існування, самобутності та середовища в якому вони існують. На противагу їхнім білим сусідам, вони не розглядали свої землі з економічного погляду. Однак вважалося, що для забезпечення виживання аборигенів їм доведеться підкоритися та здатися силам прогресу. Їм довелося прийняти цінності домінівного суспільства та почати ставитися до землі, як до нерухомості, яку можна купити та розвивати. Вони мали дізнатися, як використовувати землю ефективно, щоб стати успішними фермерами. Стаючи громадянами країни, вони відмовлялися від нецивілізованих шляхів розвитку та ідеології та замінювали їх такими, що дозволяють стати працелюбними самодостатніми громадянами, і, нарешті, позбавитися «необхідності» державного нагляду.

## Положення закону Дауеса
Важливими положеннями акту Дауеса були:
1. глава сім'ї отримає грант у розмірі 160 акрів (0,65 км²), самотня людина або сироти у віці до 18 років отримають грант у розмірі 80 акрів (320 000 м2), а також особи віком до 18 років отримають 40 акрів (160 000 м2) кожен;
2. виділення будуть розміщені у довірчому фонді уряду США протягом 25 років;
3. індіанці, які відповідали критеріям, мали чотири роки, щоб обрати свою землю, після чого вибір для них зробить міністр внутрішніх справ.

Кожен член групи чи племені, який отримав землевідведення, підпорядковується законам держави чи території проживання. Кожен індіанець, який отримує земельний наділ «і прийняв звички цивілізованого життя» (мешкає окремо від племені) отримує громадянство Сполучених Штатів «не послаблюючи чи впливаючи інакше на права будь-якого індіанського племені чи іншого майна».
Міністр внутрішніх справ може видавати правила для забезпечення рівномірного розподілу води для зрошення серед племен, і за умови, що «ніяке інше привласнення чи надання води будь-яким прибережним власником не повинно відбутися без дозволу чи ліцензування від будь-якого іншого прибережного власника».
Закон Дауеса не поширюється на території: чероків, криків, чокто, чикасо, семінолів, маямі та пеорія індіанської території, осейджів, сак-фоксів на території Оклахоми, будь-яких резервацій народу сенека в Нью-Йорку, смуг території в штаті Небраска, прилеглих до території сіу.
Актом 1889 Положення розширено на племена веа, пеорія, каскаскія, піанкашо та західних маямі. Виділення земель цих племен згодом буде передбачено законом 1891 року, який посилив положення закону Дауеса.

## Поправки до закону Дауеса 1891 року
1891 року до закону Дауеса внесено поправки[джерело?]:
- дозволено пропорційний розподіл земель за нестачі землі для кожного одержувача в початковій кількості;
- коли земля підходить лише для випасання худоби, її виділяють у подвійній кількості;
- встановлено критерії для успадкування;
- не стосується Черокі Аутлет[en].

## Положення закону Берка
Законом Берка внесено зміни до розділів закону Дауеса з питань громадянства США (розділ 6), а також механізму видачі земельних наділів. Міністр внутрішніх справ може змусити індіанського землевласника прийняти володіння землею. Громадянство США тепер надається, безумовно, при отриманні землевідводів (щоб отримати громадянство, не потрібно виходити з резервації). Земля, відведена індіанцю та виведена з довірчого фонду, підлягає оподаткуванню.
Закон Берка не поширювався індіанців усередині індіанської території.

## Ефект
Закон Дауеса вплинув на американських індіанців, оскільки він покінчив із громадським володінням нерухомим майном, яке забезпечувало кожного житлом і місцем у племені. Наступним був закон Кертіса 1898 року, який розпускав племінні суди та уряди. Він «став кульмінацією американської спроби знищити племена та їхні уряди та відкрити індіанські землі для прийшлих поселенців і прокладання залізниць». Площі земель, що належать індіанцям скоротилися від 138 млн акрів (560 000 км²) 1887 року до 48 млн акрів (190 000 км²) 1934 року.
Сенатор від штату Колорадо Генрі М. Теллер був одним із найзапекліших противників виділення. 1881 року він сказав, що виділення це політика створена, «щоб загарбати в індіанців їхні землі та зробити їх волоцюгами на землі». Теллер також сказав, що справжньою метою [виділення] було, «отримати індіанські землі та відкрити їх для поселень. Положення про очевидну вигоду індіанців, це привід, щоб захопити землі та зайняти їх… Якби це було зроблено в ім'я жадібності, це було б погано, але робити це в ім'я людства… нескінченно гірше».
Кількість землі в руках корінних жителів швидко скоротилася від близько 150 млн акрів (610 000 км²) до всього 78 млн акрів (320 000 км²) за 1900 рік, а інші землі, колись виділені окремим індіанцям, визнано зайвими та продано поселенцям, залізницям та іншим великим корпораціям, також частину земель перетворено на федеральні парки та військові табори. Турбота щодо забезпечення прав корінних землевласників швидко змінилася задоволенням попиту білих поселенців на великі ділянки землі. Розділивши землі резервацій на приватні ділянки, законодавці сподівалися завершити процес асиміляції, знищуючи комунальний спосіб життя корінних громад та нав'язуючи прозахідну ідеологію зміцнення сім'ї як осередку суспільства та цінностей, економічної залежності строго в рамках невеликого домоволодіння.
Земель, наданих більшості індіанців, було замало для економічної діяльності, і розподіл землі між спадкоємцями після смерті власників ділянки спричинив дроблення земельних ділянок. Більшість виділеної землі, яку можна було продати лише після закінчення встановленого законом терміну 25 років, продано в результаті некорінним покупцям за низькими цінами. Крім того, землю, яку вважали «надлишком», — понад необхідну для виділення, відкрили для продажу білим поселенцям, хоча прибуток від продажу цих земель часто інвестували в програми, які передбачали надання допомоги американським індіанцям. Корінні американці за понад 47 років життя під цим законом втратили близько 90 млн акрів (360 000 км²) землі за договором, або приблизно дві третини земельної бази 1887 року. Близько 90 000 американських індіанців стали безземельними.
1906 року закон Берка (також відомий як акт вимушеного патентування) вніс додаткові зміни, що дали міністру внутрішніх справ право класифікувати господаря земельного наділу «компетентним та здібним». Критерії для цього визначення були неясними, але означали, що землі корінного індіанця, якого міністр внутрішніх справ класифікував «компетентним», буде виведено з довірчого фонду і вони підлягатимуть оподаткуванню та можуть бути продані господарем. Виділені землі індіанців, яких міністр внутрішніх справ визнав недієздатними, автоматично переходили в оренду федерального уряду. У законі сказано:

… Міністр внутрішніх справ може, на свій розсуд, і отже він уповноважений, щоразу, коли він має бути задоволений тим, що будь-який індіанський землевласник є компетентним і здатним керувати своїми справами, у будь-який час такий землевласник має право сплатити патентний збір, а потім усі обмеження на продаж, обтяження чи оподаткування зазначених земель має бути видалено.
Використання категоризації робить оцінку більш суб'єктивною і тим самим збільшує владу міністра внутрішніх справ. Хоча цей акт дає право одержувачу вирішити, зберегти чи продати землю, за умови суворих економічних реалій того часу, відсутності доступу до кредитів та ринків, ліквідація індіанських земельних наділів була практично неминучою. Внутрішньому департаменту було відомо, що практично 95 % від плати запатентованої землі зрештою буде продано білим.

Політика виділення збіднила ресурси земель, знищивши полювання як засіб для існування. Відповідно до вікторіанських ідеалів, чоловіки змушені були працювати в полі, узявши на себе те, що традиційно було роллю жінки, і жінки були віднесені до внутрішньої сфери. Цей закон запровадив патрилінійні сімейні побутові відносини в багатьох споконвічно матрилінійних громадах. З новою політикою швидко змінилися гендерні ролі та відносини, оскільки громадське життя формувало суспільний лад корінних громад. Жінки більше не були берегинями землі, їх уже не цінували в суспільно-політичній сфері. Навіть удома жінка тепер почала залежати від чоловіка. До виділення жінки розлучалися легко і мали важливе політичне та соціальне становище, оскільки вони, як правило, перебували в центрі родинної мережі. Щоб отримати повних 160 акрів (0,65 км²), жінка мала бути офіційно одруженою.
1926 року міністр внутрішніх справ Губерт Ворк замовив дослідження про федеральну адміністрацію індіанської політики та стан індіанського народу. Завершена 1936 року доповідь Проблема індіанської адміністрації — широко відома як доповідь директора Меріама, названа ім'ям дослідника Льюїса Меріама — задокументувала шахрайство та незаконне присвоєння державних коштів. Зокрема, доповідь Меріама виявила, що загальний закон про виділення використано, щоб незаконно позбавити індіанців права на землю. Після ґрунтовного обговорення Конгрес припинив виділення земель за законом Дауеса, ухваливши 1934 року закон про реорганізацію індіанців («закон Вілера — Говарда»). Проте, процес виділення на Алясці, за окремим законом Аляски про виділення, тривав до його скасування 1993 року законом Аляски про врегулювання претензій корінних жителів.
Попри припинення 1934 року процесу виділення, наслідки загального закону про виділення простежуються нині. Наприклад, одним із положень закону було створення цільового фонду, який перебуває у віданні Бюро у справах індіанців. Цей фонд створено для збирання та розподілу доходів від нафти, мінеральних, лісових ресурсів та оренди пасовищних земель на індіанських землях. Бюро у справах індіанців підозрювали в неправильному управлінні цільовим фондом, що призвело до судових розглядів, зокрема, у справі Кобел проти Кемпторн (позов задоволено 2009 року на суму $3,4 млрд), покликаних змусити проводити належний облік доходів.